# Mostéfa Merarda
Vous lisez un « bon article » labellisé en 2016.
Mostéfa Merarda dit Bennoui, né le 21 août 1928 et mort le 18 mai 2007, est un commandant et chef par intérim de la wilaya I durant la guerre d'Algérie. Deuxième de sa fratrie, il poursuit des études dans une école de la ville de Batna. À l’âge de 17 ans, il épouse sa cousine et  devient agriculteur, puis intègre les mouvements indépendantistes qui vont mener à la guerre d’Algérie.
Il devient chef par intérim de la wilaya  après le départ de Mohamed Tahar Abidi pour la Tunisie. Le 25 novembre 1961, il rejoint aussi la Tunisie, où il est désigné pour partir représenter la délégation algérienne à La Havane, puis il participe au congrès de Tripoli de 1962 et sera l’un des témoins de la crise de l'été 1962.
Après l'indépendance de l'Algérie, il occupe plusieurs postes en Algérie et à l'extérieur du pays. Quelques années avant son décès, il écrit ses  mémoires en arabe qui seront traduites en français par Dahmane Nedjar et imprimées en deux éditions.

## Biographie

### Enfance

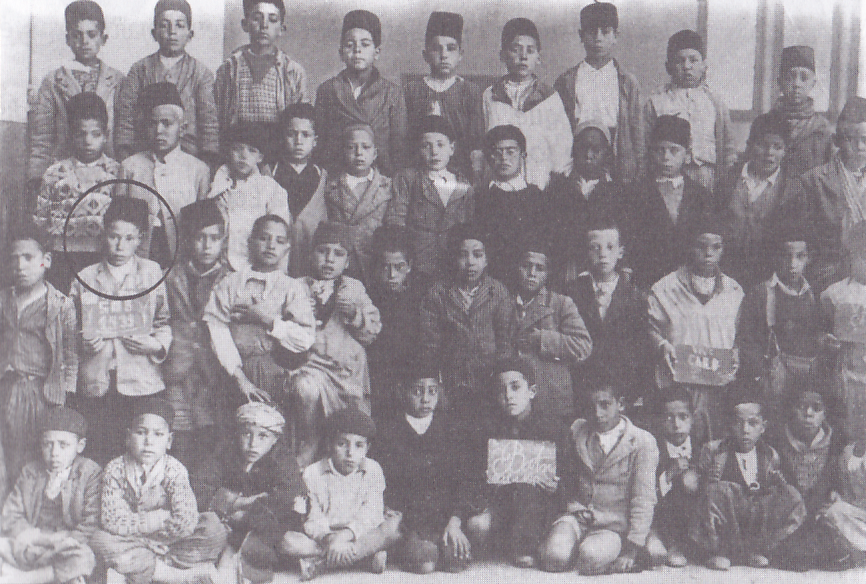
Mostéfa Merarda à l'école indigène de Batna en 1939.

Mostéfa Merarda est né le 21 août 1928 au douar Ouled Chlih à Victor Duruy actuellement Oued Chaaba, dans le haouz d'Aïn Touta, dans la wilaya de Batna. Il était le deuxième aîné de sa famille. Il tient son prénom de son oncle, mort d’une épidémie de typhus, qui le tenait lui-même de son grand-père dont il était le préféré, étant le seul garçon parmi ses petits-enfants.
En 1936, son grand-père l'amène à Aïn Touta et le place en pension chez Si Makhlouf Mohammed, dans un village attaché à l’administrateur de Aïn Touta. Il reste chez Si Makhlouf Mohammed et sa femme Boudiaf Rahouia durant deux années, ensuite, il rejoint l’école indigène où il apprend la langue française. À l’école, il avait comme camarades de classe des futurs militants du PPA et des responsables militaires et politiques de la révolution, notamment Rachid Bouchemal, Bekkouche Mostéfa, Abdelhamid Boudiaf, Hamou Belkadi et tant d'autres. En dehors des cours, il apprenait la langue arabe et le Coran auprès du cheikh Si Séghir Zidani Lamaafi. Il a également suivi l’enseignement de son oncle, cheikh Brahim Zidani. Il est resté dans cette école jusqu’en 1941, ainsi dans la même année, il a rejoint sa famille, au village de Ouled Chlih, dans la commune de Oued Chaaba.

### Adolescence
En été 1945, il avait 17 ans quand son père avait décidé que son fils épouserait sa cousine, la fille de son oncle Amor. La fête du mariage s’est déroulée à Maafa.
En 1947, il se déplace à Aïn Touta, pour continuer ses études dans une école libre de l’Association des oulémas, rattachée à la mosquée de la ville. Entre 1947 et 1948, Mohamed Tahar Abidi, dit El Hadj Lakhdar a pris en location des locaux de commerce à Aïn Touta, où il exploitait un café et un hammam où les deux se rencontraient pour jouer au jeu de l’anneau (Khatem) qui se pratiquait entre deux équipes assises face à face et aussi d’autres jeux du terroir pour passer le temps, mais aussi pour discuter sur des sujets divers notamment de la Seconde Guerre mondiale, des événements du 8 mai 1945 et c’est ainsi que les premières réflexions pour faire la révolution contre la colonisation commencent à germer dans leur esprit.
En 1952, il s'est consacré à sa propriété familiale de Kesrou, actuellement dans la commune de Fesdis, il s’intéressait aux moyens de faire fructifier le sol et d’améliorer les rendements des récoltes et des produits de la ferme, mais le travail de la terre ne l’a pas empêché de garder des relations avec ses nombreux amis qui étaient, pour la plupart, des militants du PPA,.

### Durant la guerre d'indépendance

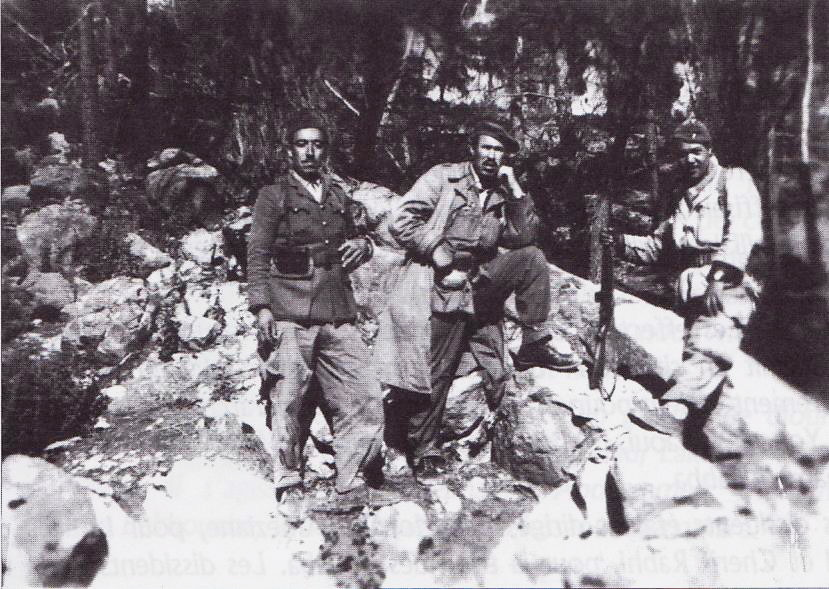
Au P.C. dans le pic des cèdres (de gauche à droite Abdeldjebbar Derghal, Mostéfa Merarda, Lakhdar Gouaref).

Sa relation avec la révolution armée remonte aux premiers jours de son déclenchement. Ce fut lorsqu’un groupe constitué par les premiers maquisards dirigé par Belkacem Grine est revenu d’une opération effectuée contre le centre de colonisation à  Seriana, dans la nuit du 12 au 13 novembre 1954. Le 13 novembre 1954 dans l’après-midi, Mostéfa Merarda exploitait ses terres, lorsqu’un homme est apparu avec ses compagnons, s’est présenté comme étant Grine Belkacem et lui a demandé de leur donner à manger, ensuite Grine qui agissait sous la direction de Mostefa Ben Boulaïd a demandé à Mostéfa Merarda de convoquer les chefs de famille, pour leur expliquer la situation dans le pays, et les buts que se fixait la révolution,.

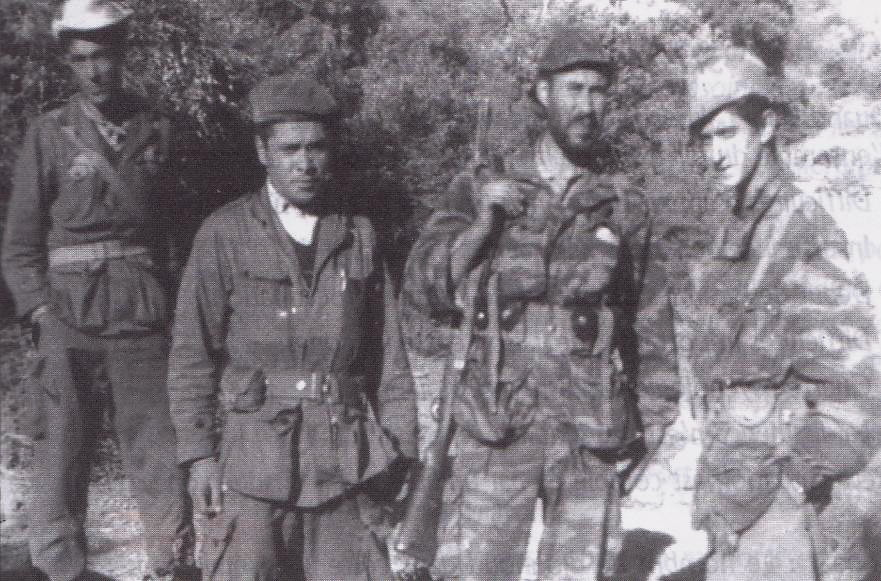
Mostéfa Merarda, fusil à l’épaule au P.C. de la wilaya 1.

Il a voulu se joindre au rang du groupe de  Belkacem Grine, mais ce dernier lui a demandé de rester sur place, et sa maison est devenue un centre de liaison. Il a été chargé du stockage d’habillement, de chaussures, de munitions, d’armes et de la réparation de l’armement défectueux, ainsi des contacts avec les notables de Hidoussa, Ouled Fatma, Ouled Menaa, jusqu’aux Haraktas et Batna, ces derniers partaient de chez lui,,.
Mostéfa Merarda a participé à la bataille de Tinezouagh, au mois d'octobre 1956. Ensuite, à la fin de l'année 1956, El Hadj Lakhdar, qui était devenu le chef de la zone de Batna après la construction de la zone 1 par Amirouche Aït Hamouda, a chargé de mission Mostéfa Merarda, Ahmed Tayeb Maache, Tahar Bouguarn ainsi que Smail Chaabani de créer et d’organiser les comités populaires, prévus par le congrès de la Soummam pour renforcer le soutien à la révolution. À cette époque, les autorités françaises avaient tué un Algérien dont la ressemblance avec Mostéfa Merarda était parfaite. Il s’appelait Ahmed Zeroual. Pensant qu’il s’agissait de lui, ils ont publié l’information dans le journal, La Dépêche de Constantine.
En 1957, il a été désigné chef de la région (Nahya) 4, zone 1 par Hihi Mekki, en remplacement d'Amor Hidji. En 1958, il est devenu commandant par intérim de la wilaya 1 et en 1959, El Hadj Lakhdar lui a confié en plus de la wilaya 1, la responsabilité de la Zone 2 à Chélia. Dans la même année, il est devenu chef par intérim de la wilaya 1,,, après que El Hadj Lakhdar est parti pour la Tunisie le 29 mars 1959,. Sa mission été d’assurer la responsabilité de la wilaya pendant l’absence d’El Hadj Lakhdar,.

### Départ de la wilaya I

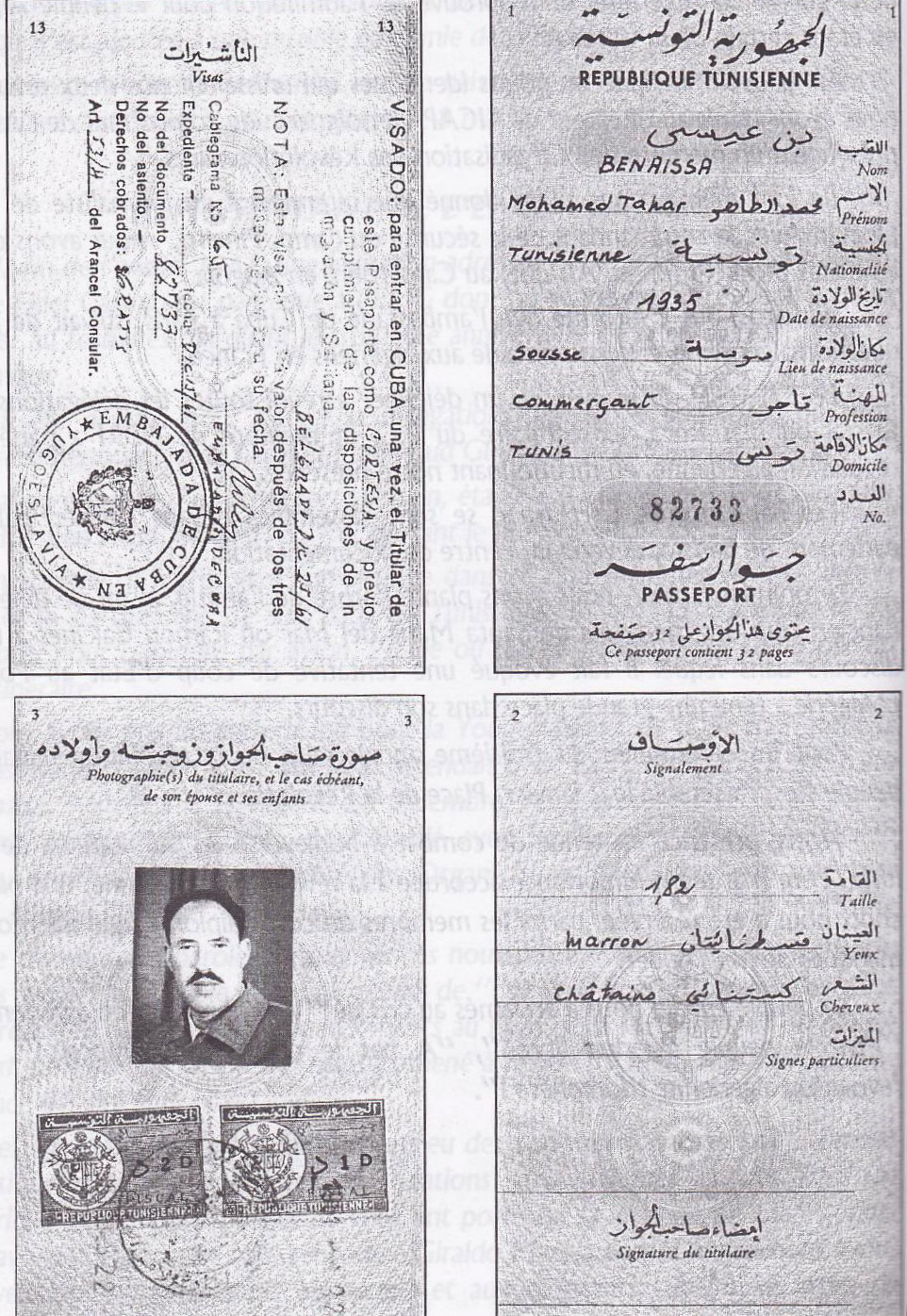
Passeport tunisien de Mostéfa Merarda.

Le départ vers la Tunisie a commencé depuis le poste de commandement de Kimmel le 25 octobre 1961. Mostéfa Merarda et ses compagnons ont pris la route qui mène vers la direction du Sahara (Zeribet El Oued, Chott Melghir, l’Grand Erg Oriental, Debdeb et le Sud tunisien) aidés par un guide. Le 25 novembre 1961,  ils ont rejoint le territoire tunisien. À Redeyef, le groupe a rencontré le représentant du FLN, Said Boukhalfa, qui les a accompagnés jusqu’au Kef où se trouvaient les responsables de l’État-major général (Houari Boumédiène, Ali Mendjeli et Ahmed Kaïd), puis il est parti pour Tunis où il rencontra des membres du Gouvernement provisoire de la République algérienne tels que Belkacem Krim, Benyoucef Benkhedda et Ferhat Abbas. Le 21 décembre 1961, il donne une interview au journal El Moudjahid publié sous le titre de “Sept ans de guerre en wilaya I”,. 

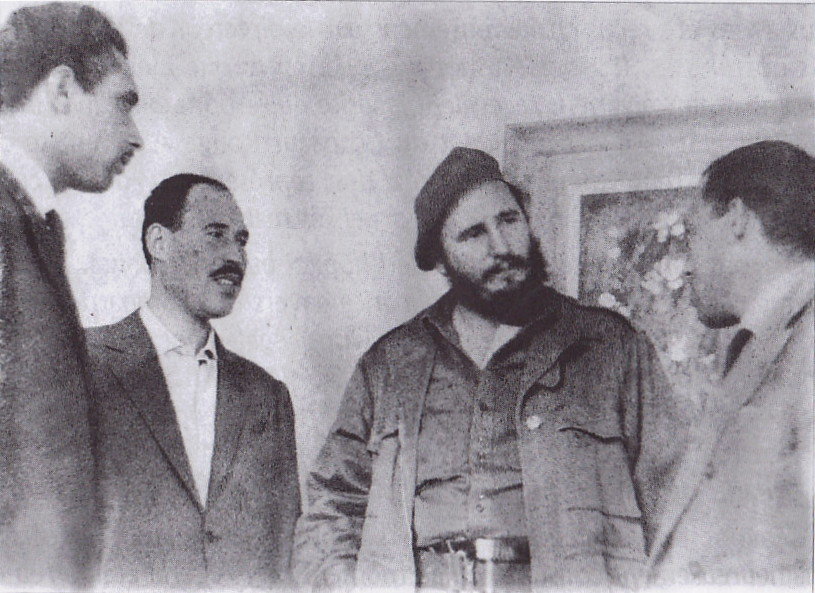
Délégation algérienne avec Fidel Castro.

Mostéfa Merarda était désigné pour partir représenter la délégation algérienne avec deux autres personnes (Taybi Larbi et Mahmoud Guennez) à La Havane, sur invitation de Fidel Castro parvenue à l'État-major général pour participer aux festivités marquant le troisième anniversaire de la révolution cubaine. Pour son voyage vers Cuba, il a pu disposer d'un faux passeport tunisien établi le 21 décembre 1961 au nom de Tahar Ben Aïssa, le passeport n’avait d’authentique que la photo et le signalement. Mostéfa et Mahmoud Guennez sont partis de Tunis le 25 décembre vers l'Italie où Taybi Larbi les a rejoints par un autre itinéraire. Ils ont pris un autre vol vers la Yougoslavie et de là, un train pour la Tchécoslovaquie pour enfin rejoindre le 28 décembre La Havane après un transit par le Canada. Sur place, ils ont été accueillis par Giraldo Mazola le directeur de l'Institut cubain d'Amitié avec les Peuples, accompagné de Ramon Calcines membre des Organisations révolutionnaires intégrées. Le 29 et le 30 décembre, la délégation algérienne se mêle avec d'autres, venues des pays socialistes, des nations afro-asiatiques et des pays d’Amérique latine où ils ont discuté sur la lutte du peuple algérien pour son indépendance. Le 2 janvier Mostéfa et ses compagnons ont pu rencontrer Fidel Castro. Le groupe reste à Cuba jusqu’au 13 janvier, pour enfin repartir à Prague.

### Accords d'Évian et congrès de Tripoli

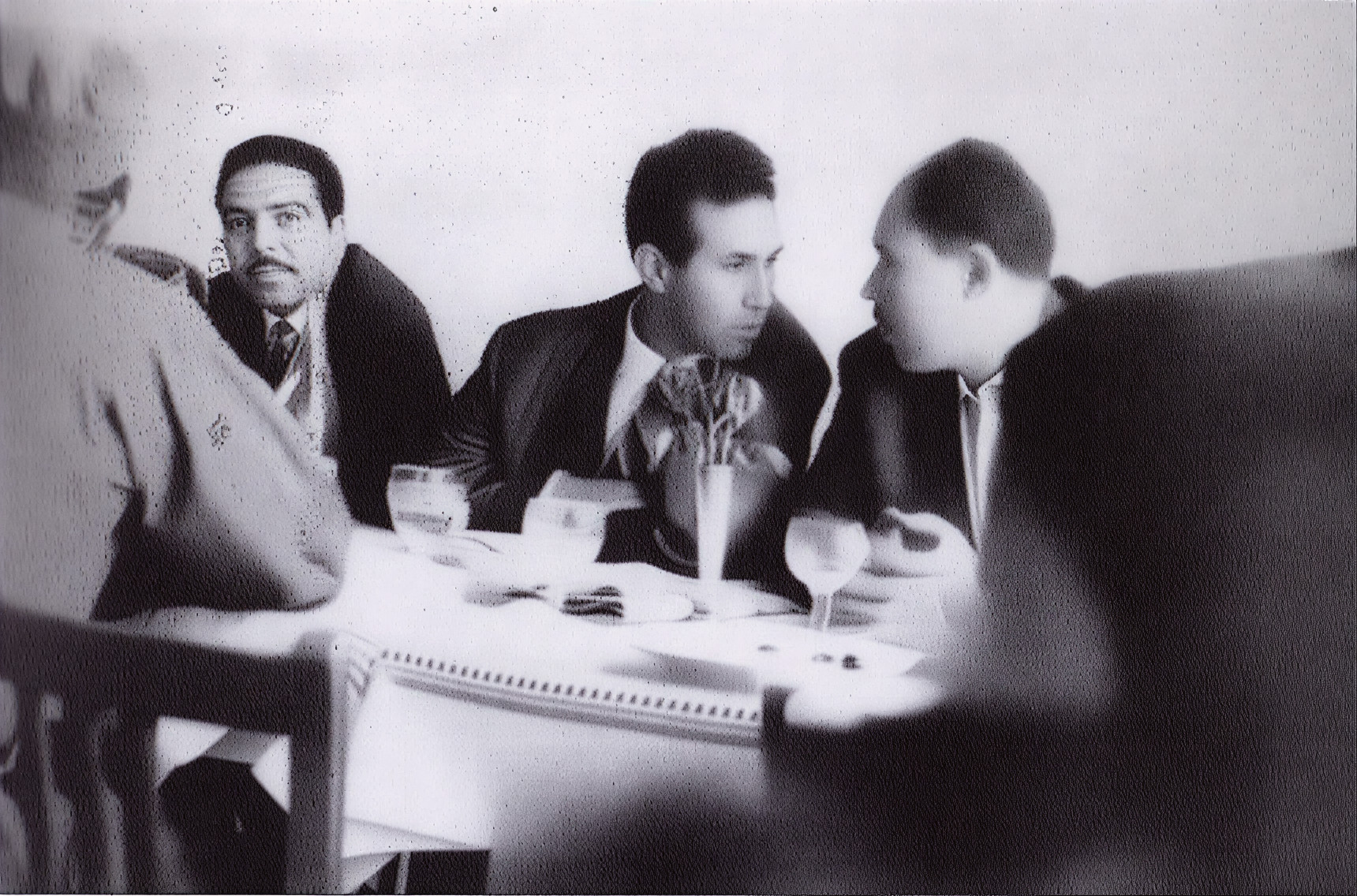
Au congrès de Tripoli Ahmed Bencherif, Ben Bella et Mostéfa Merarda.

Pendant le mois de février 1962, les membres du CNRA ont été convoqués par le GPRA à Tripoli, en vue d’examiner les résultats des négociations avec les représentants français. Mostéfa a rejoint la capitale libyenne avec Hadj Lakhdar et Abdelhafid Boussouf. La réunion s’est tenue les 18, 19 et 20 février.  Devant les membres du CNRA, un rapport sur les résultats des négociations conclues par les accords d'Évian a été présenté par le président du GPRA Benyoucef Benkhedda en présence de Krim Belkacem, de Boussouf et de Lakhdar Bentobal qui ont annoncé que la date du cessez-le-feu a été fixée au 19 mars 1962.

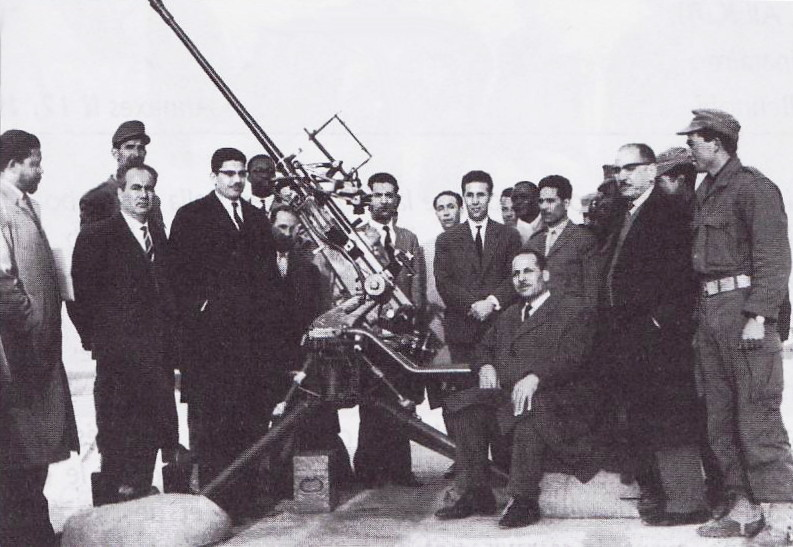
Frontière ouest, mars 1962.

Dès son retour à Tunis après la réunion du CNRA de février, lui et ses compagnons ont pris leurs dispositions pour se rendre au Maroc et y accueillir les Cinq,. le roi Mohammed V a tenu à ce que les prisonniers lui soient restitués parce qu’ils ont été arrêtés à bord d’un avion marocain. Il a rejoint le Maroc par avion via l'Italie et l'Espagne, durant son séjour au Maroc, une visite a été organisée à la frontière ouest pour donner l’occasion aux dirigeants libérés de prendre connaissance des réalités de l’ALN et de son organisation,.
Dès son retour en Tunisie, il reçoit une invitation datée du 7 mai 1962, pour assister au congrès de Tripoli qui était programmé du 25 au 31 mai de la même année. Après la fin du congrès, il rejoint Tunis où il est resté jusqu’au jour du référendum sur l’autodétermination. Selon les mémoires de Mostéfa Merarda, Houari Boumédiène ne voulait pas le laisser rentrer avec El Hadj Lakhdar au pays, pour le garder près de lui, pour faire équipe ensemble après leur retour en Algérie. Mais, Mostéfa a accompagné El Hadj Lakhdar. Boumédiène, à son tour, donna instruction, de sorte qu'il soit empêché de quitter le territoire tunisien. L'armée des frontières algérienne  l'a fait descendre trois fois du bus reliant l'Algérie et la Tunisie, mais en fin de compte, ils l’ont laissé passer et il a pu rejoindre la ville de Batna.

### Retour en Algérie
Lors de l'arrivée de l'armée des frontières algériennes sur le sol d’Algérie, l’État-major général s’est installé à Souk Ahras. Mostefa et El Hadj Lakhdar sont venus rencontrer Mahmoud Chérif, le ministre de l'Armement et de l'Approvisionnement du GPRA, à Batna ; puis ils ont fait le voyage à Souk Ahras où se trouvait Houari Boumédiène, ce dernier refusa de les recevoir. Selon Mostéfa Merarda, Houari Boumédiène pensait certainement qu’ils avaient pris contact pour rallier la cause du GPRA. Après, ils reviennent à Batna où Houari Boumédiène les a rejoints, pour leur donner rendez-vous à Tlemcen.
À Tlemcen, l'État-major général voulait négocier avec le GPRA, mais aucun résultat n'a abouti entre les deux parties, cela a conduit à la crise de l’été 1962,. Après, Mostefa et El Hadj Lakhdar à bord d’une voiture et Yacef Saâdi dans un autre véhicule, ils se dirigent tous vers Alger où un barrage a été dressé par les éléments de la wilaya IV pour les empêcher d’entrer à la capitale. Mostefa est sorti indemne, mais Yacef Saâdi s’est fracturé le bras. Par la suite, les deux, Mostefa et El Hadj Lakhdar avaient pu rester quelques jours à Alger, avant de regagner Batna.

### Vie après l'indépendance et décès
Mostéfa Mérarda est devenu, entre 1965 et 1967, attaché militaire à Bagdad, puis directeur de l'École des Cadets de Tlemcen entre 1967 et 1970,. En 1976, il est élu député à l'Assemblée populaire nationale et il finit son mandat en 1982. En 1990,  il devient membre du Conseil national des moudjahidine,. Le 18 mai 2007,  il est décédé à l’âge de 79 ans,.

## Mémoires du commandant
Les mémoires de Mostéfa Mérarda ont été écrits d'abord en langue arabe, par Messaoud Fellouci sous le titre Témoignages et positions sur la marche de la révolution dans la wilaya I, ensuite traduits en français, par Dahmane Nedjar sous un autre titre Sept Ans de maquis dans les Aurès et ont été imprimés en deux éditions (2004 par les éditions Dar el Hodna et 2013 par l’ANEP),. Ses mémoires ont fait l’objet d’une conférence où tous les compagnons de tranchées du commandant encore vivants sont venus pour apporter leurs témoignages sur l’homme.